# Santo sábado
Santo sábado fue un programa de televisión argentino humorístico y de entretenimiento. El programa fue conducido por Guillermo López. Es una realización de Jotax Producciones para América TV.

## Sinopsis
Un programa para divertirse con lo mejor de la televisión argentina más entretenidos en las redes sociales, a través de los medios de internet como Videollamadas, Skype, WhatsApp, Facebook, Twitter, Instagram, Telegram, Zoom y TikTok.

## Equipo

### Conductores
- Guillermo López (2020-2021)
- Soledad Fandiño (2020-2021)
- Nicole Neumann (2021)

### Panelistas
- Gabriel Olvieri (2020-2021)
- Antonella Macchi (2021)
- Martina Soto Pose (2021)
- Grego Rossello (2020-2021)
- Guido Záffora (2021)
- Sol Pérez (2020-2021)
- Benito Fernández (2020)
- Rocío Robles (2021)
- Gabriel Schultz (2021)
- Malena Guinzburg (2021)

### Locuciones
- Fabián Cerfloglio (2020-2021)
- Claudio "Ruso" Paulovich (2020-2021)

### Producción
- Noel Vila (2020-2021)
- José Núñez (2020-2021)
- Mariano Echegoyen (2020-2021)
- Julieta Martínez (2020-2021)
- Valeria Sabatini (2020-2021)
- Florencia Koifman (2020-2021)

### Edición
- Matías Vaisman (2020-2021)
- Walter Quinteros (2020-2021)
- Mariano Marino (2020-2021)
- Francisco Zagame (2020-2021)

### Guion
- Juan Mesa (2020-2021)
- Cristian Domínguez (2020-2021)
- Ariel Terzián (2020-2021)